# 19721 Wray
19721 Wray (1999 VW11) là một tiểu hành tinh vành đai chính được phát hiện ngày 10 tháng 11 năm 1999 bởi C. W. Juels ở Fountain Hills.